# Margarethe von Trotta
Margarethe von Trotta, född 21 februari 1942 i Berlin, är en västtysk/tysk filmregissör, manusförfattare och skådespelare.
Hon var en av de regissörer som förde fram den tyska filmen som en av Europas mest spännande under 1970-talet. Tillsammans med regissörer som Werner Herzog och Rainer Werner Fassbinder var hon delaktig i "Den nya tyska filmen", Junger Deutscher Film, i Västtyskland på 1960- och 1970-talen.
von Trotta har även varit skådespelare till exempel i filmen Nådaskottet (1976) av Volker Schlöndorff, som hon var gift med 1971–1991.

## Filmografi
- 1972 – En glimt av frihet (manus med Volker Schlöndorff)
- 1975 – Katharina Blums förlorade heder, tillsammans med Volker Schlöndorff) (regi och manus)
- 1976 – Nådaskottet (manus med Jutta Brückner och Geneviève Dormann)
- 1978 – Christa Klages stora förtvivlan (regi och manus)
- 1979 – Systrar (regi och manus)
- 1981 – Två tyska systrar (regi och manus)
- 1982 – Ren illusion (regi och manus)
- 1986 – Rosa Luxemburg (regi och manus)
- 1988 – Kärlek och fruktan (regi och manus)
- 1990 – Die Rückkehr (manus och regi)
- 1993 – Den långa tystnaden (regi)
- 1995 – Löftet (regi och manus)
- 2003 – Kvinnorna på Rosenstrasse (regi och manus)
- 2013 – Hannah Arendt (regi och manus)
- 2015 – En bekant främling (regi och manus)